# Ungarisches Piloten-Abzeichen
Das Ungarische Piloten-Abzeichen war eine Tätigkeitsauszeichnung der 1938 neu gegründeten Luftstreitkräfte des Königreiches Ungarn unter dem  Reichsverweser und Staatsoberhaupt Miklós Horthy.

## Aussehen und Trageweise
Das Abzeichen ist vergoldet und zeigt einen hochovalen grün emaillierten Eichenlaubkranz dessen Breite 36 mm und Höhe 57 mm beträgt. An seiner oberen Spitze ist die Stephanskrone aufgesetzt und an seiner unteren Kranzmitte das farbig aufgesetzte rot-weiß-grüne Staatswappen Ungarns. In der Mitte des Pilotenabzeichens ist ein bronzener Adler mit ausgebreiteten Schwingen aufgesetzt, der nach unten blickt. Der Adler hat dabei eine Gesamtlänge von 60 mm, was zur Folge hat, dass seine Schwingen (je 25 mm lang) beidseitig über den Rand des Abzeichens hinausragen. Die mit der Aushändigung des Abzeichens mitverliehene Miniatur ist 28 mm hoch und 18 mm breit. Getragen wurde es auf der linken Brusttasche des Beliehenen.